# Malleola
Malleola là một chi thực vật có hoa trong họ, Orchidaceae.